# 观赏植物

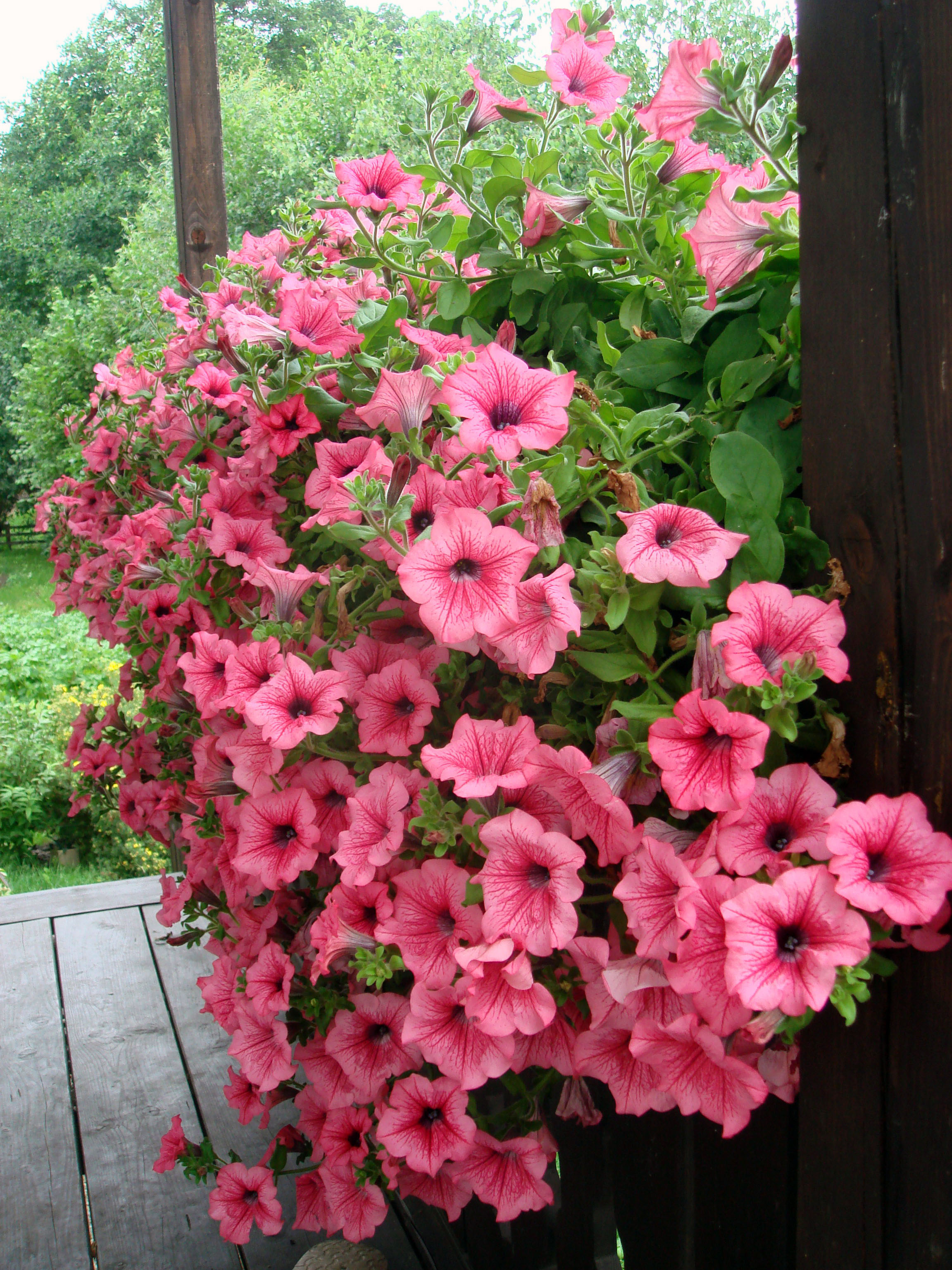
具有观赏性的矮牵牛花

观赏植物指为了装饰而种植在花园、庭院或室内的可供观赏的植物。观赏植物的种植和培育是园艺学的重要组成部分。

## 小型观赏植物
大多数的小型观赏植物的种植是出于美学的目的，如花卉、大叶植物、香味植物等。有些时候，一些特别的植物会受到特别的喜爱，比如多刺的绢毛蔷薇、仙人掌，或是会对外界刺激作出反应的含羞草。

## 树木
同样的，具有美学价值的树木可以称作“观赏树木”。当一些树木被用作花园或庭院装饰的一部分时，便可以用这一术语称呼之。通常这些树木的花、叶子、质感、形状和形态会具有特殊的美感。观赏树木还可以具有实际性的功能，如种植与街道两旁的行道树具有吸附灰尘和阻挡噪音的功效。